# Petyrcz
Petyrcz (bułg. Петърч) – wieś w Bułgarii, w obwodzie sofijskim, w gminie Kostinbrod. Według danych szacunkowych Ujednoliconego Systemu Ewidencji Ludności oraz Usług Administracyjnych dla Ludności, 15 września 2022 roku miejscowość liczyła 2280 mieszkańców.
Wieś położona jest między dwoma rzekami: Błato i Sliwniszka. Obszar ten charakteryzuje się produkcją kapusty, marchwi, porów i innych warzyw.

## Osoby związane z miejscowością

### Urodzeni
- Iwan Grigorow (1909–1987) – bułgarski pisarz
- Stefan Kożucharow (1934–2005) – bułgarski naukowiec
- Anto Weliczkow – bułgarski rewolucjonista WMORO, czetnik Bobiego Stojczewa[2]